# Mickey Mousecapade
Mickey Mousecapade (яп. ミッキーマウス 不思議の国の大冒険 Микки: Маусу Фусиги но куни но Дайбокэн, «Микки Маус: Приключения в Стране чудес») — компьютерная игра для игровой приставки NES, разработанная Hudson Soft, и выпущенная в 1987 году в Японии, и в 1988 году в США. Главными героями игры являются персонажи диснеевских мультфильмов — Микки и Минни Маус. Они должны пройти пять миров-уровней, победить боссов, также являющимися персонажами мультфильмов, и спасти Алису из «Алисы в Стране чудес». Японская и североамериканская версии имеют различия между собой, заключающиеся в названиях уровней и внешнем виде боссов и бонусов.

## Геймплей
В Mickey Mousecapade игрок должен управлять Микки Маусом, однако особенностью игры является то, что за ним всегда следует Минни Маус. Она неуязвима к атакам врагов, однако если она упадёт в яму и погибнет, игрок потеряет жизнь, даже если Микки при этом находился на земле.
В начале игры у персонажей нет оружия; игрок должен сам найти его на первом уровне, как для Микки, так и для Минни. В японской версии оружием являются ластики, в североамериканской версии они были заменены на звёзды. Кидая их, игрок должен избавляться от врагов, а также обстреливая пространство перед собой находить скрытые бонусы. Ими могут быть:
- Алмаз, в североамериканской версии — кусок торта. Добавляет несколько рисок к полосе здоровья персонажей.
- Пчела — талисман Hudson Soft. Уничтожает всех врагов на экране. В американской версии заменена на алмаз.
- Дональд Дак в японской, и красный алмаз в американской версии. Полностью восстанавливает полосу жизни.
- Фея. За то время пока она находится около персонажей, игроку даётся неуязвимость и способность уничтожать противников одним касанием.
- 1UP. Увеличивает количество жизней игрока на один пункт.

## Уровни
- Little House/Fun House (рус. Маленький дом/Весёлый дом) — первый уровень игры, являющийся лабиринтообразным домом. Он состоит из нескольких этажей и комнат, некоторые из них связаны между собой лестницами и дверями. Особенностью этапа является то, что комната, в которой находится выход на следующий уровень, находится в самом начале этапа, но дверь в неё заперта. Для того чтобы её открыть, игроку требуется найти ключ. Он находится прямо за боссом уровня — Чеширским котом в японской версии, и ведьмой Хэйзел в американской[1]. После того как ключ получен, персонажи должны вернуться на старт и открыть дверь ведущую на следующий уровень. В этом этапе Минни может быть похищена, и для того чтобы закончить уровень, Микки обязательно нужно её спасти.
- The Ocean (рус. Океан) — сравнительно короткий уровень. Игроку требуется, прыгая с острова на остров, добраться до правого берега. Опасность представляют волны и выпрыгивающие из воды противники. В конце уровня персонажи должны сразиться с боссом: Додо из «Алисы в Стране чудес» (японская версия) или крокодилом из «Питера Пэна» (американская версия)[1].
- Woods Land/The Woods (рус. Земля лесов/Леса) — лесная зона, состоящая из четырёх частей. Каждая часть зациклена и представляет собой лес в определённое время года. Для того чтобы перейти на следующую часть уровня, игроку нужно найти специальные входы в деревьях (в некоторых случаях они скрыты). В конце четвёртой части уровня персонажей ожидает босс — гусеница из «Алисы в стране Чудес» в японской версии, и Каа из «Книги джунглей» в американской[1].
- Never Land/Pirate Ship (рус. Нетландия/Пиратский корабль) — самый короткий уровень в игре. Чтобы добраться до босса, игрок должен пройти через носовую часть корабля и палубу. В японской версии игры боссом данного уровня является Капитан Крюк, в североамериканской — Пит[1].
- Queen’s Palace/Castle (рус. Дворец Королевы/Замок) — последний уровень. Строение уровня отчасти напоминает «Little House/Fun House». По аналогии с этим же уровнем, игроку требуется найти ключ и дверь с финальным боссом. В японской версии им является Королева Червей, в американской версии она была заменена на колдунью Малефисенту из «Спящей красавицы»[1].

## Отзывы
Сайт IGN поставил Mickey Mousecapade на 86 место в списке «100 лучших игр для NES всех времён». Сайт GamesRadar назвал её самой худшей игрой про Микки Мауса.

## Интересные факты
- В игре Epic Mickey для Wii можно найти картриджи с игрой Mickey Mousecapade[4].